# The Professor (film incompiuto)
The Professor è un cortometraggio del 1919, un frammento di cinque minuti, interpretato, diretto e prodotto da Charlie Chaplin, probabilmente tratto da un film completo. Presumibilmente era solo la parte finale di un "due bobine" successivamente scartato (per insoddisfazione) dal regista. Questo spezzone è stato inserito in Chaplin sconosciuto di Kevin Brownlow e David Gill.

## Trama
Chaplin non è Charlot, bensì un prestigiatore baffuto, soprannominato "Professor Bosco", probabilmente chiamato così in onore del prestigiatore italiano Bartolomeo Bosco, vestito con giacca e cappello a cilindro, che entra in un dormitorio pubblico con alla mano una valigetta portante l'etichetta "Professor Bosco: Circo delle Pulci". Prima di coricarsi apre la valigia e inizia a giocare con le pulci, in un numero simile a quello che apparirà in Luci della ribalta parecchi anni dopo. Dopo essere andato a dormire, accade al Professore un fatto spiacevole: un cane randagio entra nel dormitorio, va a sbattere contro la scatola delle pulci e incomincia a grattarsi. Nel frattempo le pulci si disperdono nel locale e producono prurito anche agli altri clienti. Allora Bosco si alza, e resosi conto della situazione, cerca di recuperare le pulci in tutti i modi, perfino dall'interno della barba di un grasso vicino di letto (interpretato da Henry Bergman). Poi se ne va.